# Supercoppa svizzera 2016 (pallavolo femminile)
La Supercoppa svizzera 2016 si è svolta l'8 ottobre 2016: al torneo hanno partecipato due squadre di club svizzere e la vittoria finale è andata per la quinta volta al Volero.

## Regolamento
Le squadre hanno disputato una gara unica.

## Squadre partecipanti
| Squadra             | Qualificazione                                                | Ultima partecipazione    |
| ------------------- | ------------------------------------------------------------- | ------------------------ |
| Volero Zurigo       | Vincitrice Lega Nazionale A 2015-16/Coppa di Svizzera 2015-16 | Supercoppa svizzera 2011 |
| Sm'Aesch Pfeffingen | Finalista Coppa di Svizzera 2015-16                           | Supercoppa svizzera 2011 |

## Torneo
| 8 ottobre 2016 St. Leonhard-Halle, Friburgo Durata: 1h:17 - Spettatori: 850 | Volero Zurigo | 3 - 0 | Sm'Aesch Pfeffingen | 26-24, 25-15, 25-21 |